# The Surfaris
The Surfaris es un grupo de rock estadounidense formado en Glendora, California, en 1962. Son reconocidos por dos canciones de las listas de éxitos de Los Ángeles, California y que se convirtieron en éxitos de nivel nacional en mayo de 1963: "Surfer Joe" en la cara A y "Wipe Out" en la cara B de su disco de 45 RPM.

## Carrera
Los miembros originales de la banda fueron Ron Wilson (batería), Jim Fuller (primera guitarra), Bob Berryhill (guitarra rítmica) y Pat Connolly (bajo). El saxofonista Jim Pash se unió después de "Wipe Out/Surfer Joe", grabando sus sesiones en Pal Studios. Forsi Ken, sustituyó en el bajo a Pat Connolly posteriormente.
Wilson toca un potente solo de batería en "Wipe Out", consiguiendo que sea una de las canciones instrumentales más recordadas de la época. La canción también es recordada sobre todo por su presentación, ya que comienza con un peculiar crujido que imita a una tabla de surf rompiéndose, seguido de una risa maníaca y las dos únicas palabras de la canción “wipe out (anular, destruir)” añadidas por su mánager Dale Smallin. Wipe Out fue escrita en el estudio de los 4 miembros originales de la banda y originalmente iba a ser titulada “Switchblade (navaja de muelles). Se vendieron más de un millón de copias y fue galardonado con un disco de oro.
El grupo lanzó una serie de grabaciones, con otros dos singles: "Surfer Joe" y "Point Panic", teniendo buena acogida en las listas de éxitos. 
The Surfaris se disolvieron en 1966, pero se han reunido periódicamente y hasta la fecha siguen en activo, tocando y regrabando versiones de sus antiguas canciones.

## Discografía
Álbumes
- 1963: Wipe Out (Dot 3535)
- 1963: The Surfaris Play (Decca 4470)
- 1964: Hit City '64 (Decca 4487)
- 1964: Fun City USA (Decca 4560)
- 1965: Hit City '65 (Decca 4614)
- 1965: It Ain't Me, Babe (Decca 4683)
- 1994: Surf Party - The Best of The Surfaris Live (GNP Crescendo 2239)
- 2005: Wipe Out

Sencillos
- 1963 "Wipe Out" / "Surfer Joe" (Dot 16479)
- 1963 "Point Panic" / "Waikiki Run"
- 1963 "I'm a Hog for You"
- 1964 "Murphy the Surfie" / "Go Go Go for Louie's Place"

Compilaciones
- 1973: Yesterday's Pop Scene
- 1973: Wipe Out, Surfer Joe & Other Great Hits
- 1976: Surfers Rule
- 1977: Gone with the Wave
- 1982: The History of Surf Music
- 1989: Surfin Hits
- 1994: Wipe Out! The Best Of
- 1994: Surf Party!: The Best of the Surfaris Live!
- 1995: Pulp Rock Instros - Vol. 1
- 1995: Surfaris Stomp
- 1996: Cowabunga! Surf-Box
- 1996: Teen Beat - Vol. 3
- 1996: Let's Go Trippin'
- 1996: Surf Crazy
- 1997: Guitar Heroes
- 1997: Hot Rod - Big Boss Instrumentals
- 1997: Kahuna Classics
- 1998: Hard Rock Records - Surf
- 1998: Surf! Sand! Sun!
- 1998: Wipe Out
- 1999: Surfers Rule / Gone with the Wave
- 2000: Water Logged
- 2000: Teen Beat - Vol. 5
- 2003: Lost Legends Of Surf Guitar - Vol. 02
- 2003: Basic Tracks w/ Jim Fuller
- 2005: Wipe Out, Surfer Joe and Other Great Hits
- 2006: Street Party w/ Jim Fuller